# Saddem Hmissi
Saddem Hmissi, né le 16 février 1991 à Nabeul, est un joueur tunisien de volley-ball. Il mesure 1,86 m et joue en tant que libero.

## Clubs
- 2010-2012 : Aigle sportif d'El Haouaria ( Tunisie)
- depuis 2012 : Espérance sportive de Tunis ( Tunisie)

## Palmarès

### Équipe nationale
- Championnat d'Afrique
  -  Finaliste en 2013 ( Tunisie)
- Jeux méditerranéens
  -  Médaille d'argent aux Jeux méditerranéens de 2013 ( Turquie)
- Championnat arabe
  -  Vainqueur en 2012 ( Bahreïn)
- Championnat d'Afrique des moins de 21 ans
  -  Vainqueur en 2010 ( Libye)
- Championnat arabe des moins de 19 ans
  -  Vainqueur en 2009 ( Liban)
- Championnat d'Afrique des moins de 19 ans
  -  Vainqueur en 2008 ( Égypte)

### Autres
- Vainqueur du Tournoi international de Rashed en 2012[1] ( Émirats arabes unis)
- Vainqueur de la coupe du président Noursoultan Nazarbaïev en 2012[2] ( Kazakhstan)
- 3e au Tournoi international de Navidad en 2009 ( Espagne)
- 6e au championnat du monde cadet 2009 ( Italie)

### Clubs
- Championnat d'Afrique des clubs champions
  -  Vainqueur en 2014 ( Tunisie)
  -  Finaliste en 2013 ( Libye)
- Championnat arabe des clubs champions
  -  Vainqueur en 2014 ( Tunisie)
- Championnat de Tunisie
  -  Vainqueur en 2015, 2016 et 2018
- Coupe de Tunisie
  -  Vainqueur en 2014, 2017 et 2018

## Récompenses et distinctions
- Meilleur libero du championnat arabe des clubs champions en 2014
- Meilleur défenseur du championnat du monde des moins de 19 ans en 2009[3]
- Meilleur libero du championnat arabe des moins de 19 ans en 2009[4]
- Meilleur réceptionneur du championnat d'Afrique des moins de 19 ans en 2008[5]